# Savoy Records
Pour les articles homonymes, voir Savoy.
Savoy Records est un label discographique américain de jazz, basé à New Jersey, dans le New Jersey. Il est fondé par Herman Lubinsky en 1942 et appartenant à la compagnie japonaise Nippon Columbia.
En septembre 2017, Savoy est racheté par Concord Bicycle Music.

## Histoire
Dans les années 1940, Savoy enregistre certains des plus grands noms du jazz, dont Charlie Parker, Erroll Garner, Dexter Gordon, J. J. Johnson, Fats Navarro et Miles Davis. En 1948, il commence à acheter d'autres labels : Bop, Discovery, National et Regent. Au début des années 1960, Savoy enregistre brièvement plusieurs artistes de jazz d'avant-garde. Il s'agit notamment de Paul Bley, Bill Dixon, Charles Moffett, Perry Robinson, Archie Shepp, Sun Ra, Marzette Watts et Valdo Williams.
Après la mort de Lubinsky en 1974, Clive Davis, alors directeur d'Arista Records, acquiert le catalogue de Savoy. Par la suite, Joe Fields, de Muse Records, rachète le catalogue à Arista. En 1986, Malaco Records acquiert les titres et les contrats de gospel noir de Savoy.
En 1991, Nippon Columbia acquiert Savoy et sa bibliothèque, et distribue les titres de Savoy par l'intermédiaire de sa filiale à 100 %, Savoy Jazz. En 2003, Savoy Jazz acquiert les droits des catalogues Muse et Landmark auprès de 32 Jazz. En 2009, le label conclut un accord de distribution avec Warner Music Group. Savoy comprenait le label rock 429 Records.
De nombreux artistes afro-américains du label en voulaient au fondateur du label, Herman Lubinsky, se sentant sous-payés pour leur travail. Tiny Price, journaliste du journal afro-américain The Newark Herald News, déclare à propos de Savoy et de Lubinsky : « Il ne fait aucun doute que tout le monde détestait Herman Lubinsky. Il gênait. En même temps, certaines de ces personnes, parmi lesquelles les meilleurs chanteurs et musiciens de Newark, ne seraient jamais apparues sur disque s'il n'avait pas fait ce qu'il faisait. À l'exception de Lubinsky, tous les petits numéros chauds, comme Cherry de Buddy Johnson, auraient été perdus. Cet homme était peut-être détesté, mais il a sauvé une grande partie de notre histoire et celle des générations futures ».
Buck Ram, Teddy Reig, Ralph Bass (1948–1952), Fred Mendelsohn (1953), et Ozzie Cadena (1954–1962) ont été les directeurs artistiques de Savoy.

## Groupes et artistes
- Cannonball Adderley
- John Coltrane
- Miles Davis
- Stan Getz
- Lester Young
- Charles Mingus
- Charlie Parker
- Paul Jeffrey
- Marian McPartland
- Erroll Garner
- Big Joe Turner
- Brownie McGhee
- Stick McGhee
- Billy Wright
- Paul Williams
- Ralph Willis
- The Soul Stirrers
- James Cleveland
- The Blind Boys of Alabama
- The Caravans
- The Ward Singers
- Five Tranpets